# ヤバイ話をマンガにしてみた
『ヤバイ話をマンガにしてみた』（ヤバイはなしをマンガにしてみた）は、日本テレビで放送されているバラエティ番組。

## 概要
再現ドラマだと怖すぎる!生々しすぎる!そんな実話をマンガでお届けする番組。

## 放送リスト
| 回 | 放送日                   | 放送時間      | 出演者                                                             | 番組内容 | 備考                     |
| -- | ------------------------ | ------------- | ------------------------------------------------------------------ | --- | ------------------------ |
| 1  | 2019年10月20日（日曜日） | 13:15 - 14:15 | 宮川大輔、陣内智則、池田美優 小野賢章、竹達彩奈、三森すずこ        | 年収1000万女社長が12階から飛び降り…ビキニ美女が16時間漂流… ○○だけ求めるストーカー…ヤバイ実話をマンガ化!!さらに宮川大輔が主人公本人とマジトーク       | 『サンバリュ』枠で放送   |
| 2  | 2020年3月9日（月曜日）   | 23:59 - 0:54  | 宮川大輔、和牛、IMALU、ダレノガレ明美 内田雄馬、小野賢章、松岡禎丞 | 芸能界薬物逮捕のヤバイ話▽ファンと180股した年収3億円ミュージシャン ▽ガンバレルーヤが呼び寄せてしまう心霊現象▽アインシュタイン稲田のアゴが生む悲しい話 | 『プラチナイト』枠で放送 |

## ネット局

### 2019年10月20日放送回
| 放送対象地域 | 放送局            | 系列           | 放送時間             | 備考   |
| ------------ | ----------------- | -------------- | -------------------- | ------ |
| 関東広域圏   | 日本テレビ（NTV） | 日本テレビ系列 | 日曜日 13:15 - 14:15 | 制作局 |

### 2020年3月9日放送回
| 放送対象地域   | 放送局                    | 系列                                         | 放送時間            | 備考       |
| -------------- | ------------------------- | -------------------------------------------- | ------------------- | ---------- |
| 関東広域圏     | 日本テレビ（NTV）         | 日本テレビ系列                               | 月曜日 23:59 - 0:54 | 制作局     |
| 北海道         | 札幌テレビ（STV）         | 日本テレビ系列                               | 月曜日 23:59 - 0:54 | 同時ネット |
| 青森県         | 青森放送（RAB）           | 日本テレビ系列                               | 月曜日 23:59 - 0:54 | 同時ネット |
| 岩手県         | テレビ岩手（TVI）         | 日本テレビ系列                               | 月曜日 23:59 - 0:54 | 同時ネット |
| 宮城県         | ミヤギテレビ（MMT）       | 日本テレビ系列                               | 月曜日 23:59 - 0:54 | 同時ネット |
| 秋田県         | 秋田放送（ABS）           | 日本テレビ系列                               | 月曜日 23:59 - 0:54 | 同時ネット |
| 山形県         | 山形放送（YBC）           | 日本テレビ系列                               | 月曜日 23:59 - 0:54 | 同時ネット |
| 福島県         | 福島中央テレビ（FCT）     | 日本テレビ系列                               | 月曜日 23:59 - 0:54 | 同時ネット |
| 山梨県         | 山梨放送（YBS）           | 日本テレビ系列                               | 月曜日 23:59 - 0:54 | 同時ネット |
| 長野県         | テレビ信州（TSB）         | 日本テレビ系列                               | 月曜日 23:59 - 0:54 | 同時ネット |
| 新潟県         | テレビ新潟（TeNY）        | 日本テレビ系列                               | 月曜日 23:59 - 0:54 | 同時ネット |
| 静岡県         | 静岡第一テレビ（SDT）     | 日本テレビ系列                               | 月曜日 23:59 - 0:54 | 同時ネット |
| 富山県         | 北日本放送（KNB）         | 日本テレビ系列                               | 月曜日 23:59 - 0:54 | 同時ネット |
| 石川県         | テレビ金沢（KTK）         | 日本テレビ系列                               | 月曜日 23:59 - 0:54 | 同時ネット |
| 福井県         | 福井放送（FBC）           | 日本テレビ系列 テレビ朝日系列                | 月曜日 23:59 - 0:54 | 同時ネット |
| 中京広域圏     | 中京テレビ（CTV）         | 日本テレビ系列                               | 月曜日 23:59 - 0:54 | 同時ネット |
| 近畿広域圏     | 読売テレビ（ytv）         | 日本テレビ系列                               | 月曜日 23:59 - 0:54 | 同時ネット |
| 鳥取県・島根県 | 日本海テレビ（NKT）       | 日本テレビ系列                               | 月曜日 23:59 - 0:54 | 同時ネット |
| 広島県         | 広島テレビ（HTV）         | 日本テレビ系列                               | 月曜日 23:59 - 0:54 | 同時ネット |
| 山口県         | 山口放送（KRY）           | 日本テレビ系列                               | 月曜日 23:59 - 0:54 | 同時ネット |
| 徳島県         | 四国放送（JRT）           | 日本テレビ系列                               | 月曜日 23:59 - 0:54 | 同時ネット |
| 香川県・岡山県 | 西日本放送（RNC）         | 日本テレビ系列                               | 月曜日 23:59 - 0:54 | 同時ネット |
| 愛媛県         | 南海放送（RNB）           | 日本テレビ系列                               | 月曜日 23:59 - 0:54 | 同時ネット |
| 高知県         | 高知放送（RKC）           | 日本テレビ系列                               | 月曜日 23:59 - 0:54 | 同時ネット |
| 福岡県         | 福岡放送（FBS）           | 日本テレビ系列                               | 月曜日 23:59 - 0:54 | 同時ネット |
| 長崎県         | 長崎国際テレビ（NIB）     | 日本テレビ系列                               | 月曜日 23:59 - 0:54 | 同時ネット |
| 熊本県         | くまもと県民テレビ（KKT） | 日本テレビ系列                               | 月曜日 23:59 - 0:54 | 同時ネット |
| 大分県         | テレビ大分（TOS）         | 日本テレビ系列 フジテレビ系列                | 月曜日 23:59 - 0:54 | 同時ネット |
| 宮崎県         | テレビ宮崎（UMK）         | フジテレビ系列 日本テレビ系列 テレビ朝日系列 | 月曜日 23:59 - 0:54 | 同時ネット |
| 鹿児島県       | 鹿児島読売テレビ（KYT）   | 日本テレビ系列                               | 月曜日 23:59 - 0:54 | 同時ネット |

## スタッフ
2019年10月20日放送回
- 監督・演出：渡邉友一郎
- 制作協力：AX-ON
- 製作著作：日本テレビ

2020年3月9日放送回
- 監督・演出：渡邉友一郎
- 制作協力：AX-ON
- 製作著作：日本テレビ